# Station Stowmarket
Stowmarket is een spoorwegstation van National Rail in Stowmarket, Mid Suffolk in Engeland. Het station is eigendom van Network Rail en wordt beheerd door Greater Anglia. Het station is geopend in 1846. Het station is Grade II listed